# Верхня Борзя
Верхня Борзя (рос. Верхняя Борзя; Талман-Борзя, Ліва Борзя) — річка в Забайкальському краї Росії, ліва притока Аргуні.
Витік річки розташовується на південно-східному схилі Нерчинського хребта. Довжина річки становить 153 км, площа водозбору — 4040 км². Середньорічний стік в гирлі — 0,2 км³. Несуднохідна.